# Livia Galimberti
Livia Galimberti (Lissone, 1924 – Lecco, 25 maggio 2021) è stata una mezzofondista italiana.

## Record nazionali
800 m piani
2'24"0	( Firenze, 21 giugno 1940)

## Campionati nazionali
1940
- Oro ai campionati italiani assoluti, 800 m piani - 2'24"0[2]

1941
- Oro ai campionati italiani assoluti, 800 m piani - 2'29"8[2]